# Форт Браг (град, Калифорния)
Форт Браг (на английски: Fort Bragg) е град в окръг Мендосино, щата Калифорния, САЩ. Форт Браг е с население от 7312 жители (по приблизителна оценка от 2017 г.) и обща площ от 7,2 km². Намира се на 26 m надморска височина. ЗИП кодовете му са 95437, 95488, а телефонният му код е 707.